# Velešín
Velešín település Csehországban, a Český Krumlov-i járásban. Velešín Svatý Jan nad Malší, Římov, Zvíkov, Zubčice, Mojné, Dolní Třebonín és Netřebice településekkel határos. Lakosainak száma 3866 fő (2024. január 1.).

## Népesség
A település lakosságának változását az alábbi diagram mutatja:
| Lakosok száma | 1551 | 1620 | 1495 | 1357 | 2956 | 4027 | 3877 | 3899 | 3796 | 3866 |
|               | 1869 | 1890 | 1921 | 1950 | 1980 | 2001 | 2017 | 2019 | 2022 | 2024 |